# Diego Hernández de Serpa
Diego Hernández de Serpa o también documentado como Diego Fernández de Serpa (Palos de la Frontera, Huelva, Corona de Castilla, ca. 1510 - Cumaná de la provincia de Nueva Andalucía y Paria, Imperio español, 10 de mayo de 1570) fue un conquistador y explorador español que participó en la conquista de Venezuela. Por la Majestad Real del Rey Felipe II, fue nombrado gobernador, capitán general y conquistador de las provincias de la Nueva Andalucía.

## Biografía
Diego Hernández de Serpa nació en Palos de la Frontera, Huelva, Andalucía, España alrededor del año 1510. Desde que era joven, vino a las Américas. Él y su hermano, Ginés, pasaron hacia 1524 a Nueva Cádiz de Cubagua, con el oficio de carpinteros de ribera y armadores de embarcaciones, donde permanecieron durante los años dorados de la isleta, con su riqueza perlera, y la gran necesidad de embarcaciones. Los dos hermanos lograron a tener prosperidad económica. Diego acompañó a Diego de Ordás en la expedición por el Orinoco partiendo de la Nueva Granada. 
Hasta 1537, a su regreso a Cubagua, Diego fue encargado de su defensa contra los piratas y durante siete años recorrió el Mar Caribe persiguiendo a los corsarios. En 1537 se agudizó la crisis perlera en Nueva Cádiz, coincide con el descubrimiento de los placeres ostreros en el Cabo de La Vela, adonde pasaron la mayoría de los habitantes de Cubagua. Sus ansias de aventura lo llevaron desde Venezuela hasta Santa Marta. Hacia 1539, pasó a Quito, donde permaneció unos 8 años junto con su familia. Pasó a Cartagena de Indias en 1564 y luego a Panamá.
Después, fue para a España por 2 años, y regresó al Nuevo Mundo. En España, se casó en 1550 con una mujer que se llamaba Constanza Alonzo; tuvieron un hijo, Garcí, que nació alrededor de 1545 en Palos de la Frontera, y una hija, Leonor, que nació en 1551. En sus constantes viajes, Diego estableció sólida amistad con don Juan Caballero, hijo y heredero de don Diego Caballero, uno de los hombres más ricos de las Antillas y del Nuevo Reino. Esta relación le dio gran influencia económica y política. Después, regresó a España para reclamar la gobernación de Paria que le había ofrecido Ordás. Diego se había pasado 48 años en América y reclamaba como premio a sus servicios que se le designase gobernador de la tierra firme de Paria y Cumaná. 
En Santo Domingo gestionó ante la Audiencia la empresa de la Conquista de Guayana, desde 1544, quien le faculta a esta expedición en 1549 como Capitán de la Conquista de Guayana. Empresa con fines doradistas, pasó a Tierra Firme con sus tropas, pero allí recibió órdenes de suspender el descubrimiento del sur del Orinoco, por carecer de la autorización Real y por oposición del gobernador de Margarita.
Pasó a Margarita donde fue nombrado alcalde ordinario y capitán de guerra de Maracapana (en Tierra Firme). Emprendió luego la expedición hacia El Tocuyo. Tras una lenta marcha de seis meses llegó a su destino a mediados del año 1552. Participó en la fundación de Nueva Segovia en 1552, capitaneados por el Teniente de Gobernador Capitán General Juan de Villegas. Presentó en la fundación del pueblo de San Pedro de las Minas de Buría. Diego se contó entre los primeros encomenderos de Barquisimeto en 1552, entregadas por Villegas a los más destacados capitanes y conquistadores de dicha jornada. En 1553, participó en la lucha contra la rebelión del Negro Miguel. 
Diego combatió a los indios Coyones en el Buria. Pasó otra vez de nuevo a Quito, donde se residenció. En 1565 Diego se fue para España, en gestiones ante las Cortes de Madrid donde hizo presentación de sus méritos y servicios. El 15 de mayo de 1568, le concedió la capitulación el rey Felipe II de España y cuyo título fue fechado el 27 del corriente. Le fue asignada la extensa Provincia de Nueva Andalucía y Paria —territorios actuales de todo el oriente del país, toda la Guayana y Amazonas— para su conquista y colonización, "por dos vidas", o sea heredable a su hijo Garci Hernández de Serpa.
Diego debía conquistar y poblar a su propia expensa, a cambio de ser nombrado gobernador. La capital de la provincia sería Nueva Córdoba. Las dificultades que tuvo que vencer para organizar su expedición fueron muchas. Pero al fin, allanados los inconvenientes surgidos, levó anclas en el mes de agosto de 1569 en Sanlúcar de Barrameda. 
La expedición de Diego Hernández de Serpa a Cumaná fue de las mejores organizadas que desde España fueron enviadas al Nuevo Mundo. Llegó a Margarita el 4 de octubre de ese mismo año, en los navíos Nuestra Señora del Ángel, San Pedro, Santiago y San Vicente, más otra nave que adquirió en las Islas Canarias. La escasa población hispánica, mestizos e indígenas vecinos de Nueva Córdoba (actual Cumaná) vieron la entrada de la flota a la bahía y desembocadura del río Cumaná el 13 de octubre del 1569. Este fenómeno no fue extraño. Como muchas de las nuevas ciudades recién fundadas, sus pobladores emigraron a otros sitios que eran más seguros o donde tuviesen más posibilidades de adquirir riquezas. Procedió Diego a reconstruir y repoblar la ciudad. 
En 8 días levantó 150 casas de paja y palma, trazó las calles y solares, y construyó la plaza central, la iglesia y la casa del Ayuntamiento. El 24 de noviembre de 1569, reunidos todos los vecinos en la Plaza Mayor de la villa, se levantó el Acta de la refundación de Nueva Córdoba, con el nombre primitivo de Cumaná. Presentes se señalan en el Acta 40 vecinos, muchos de ellos con su esposa e hijos. En nombre de Su Majestad Real, Diego nombró por alcaldes ordinarios a Germán López Pedrosa y a Juan Rangel Sanguino, por regidores a Melchor Nuñez, Miguel Sánchez Rendón, a Juan Domínguez y Álvaro Merchán y como procurador general a Pedro Alonso.
Durante el tiempo que Diego permaneció en Cumaná, procedió a reconocer el territorio bajo su mando, a asignar responsabilidades regionales y a repartir encomiendas. En Araya dispuso organizar la explotación y defensa de las salinas, así como su defensa en previsión de ataques por los piratas holandeses. Comisionó a dos de sus capitanes para explorar las regiones vecinas. Pedro de Ayala recorrió el Golfo de Cariaco con l00 hombres, y Francisco de Alava recorrió la región del Sur-Este que riega el río Amana, con 74 hombres. Gregorio de Porras se embarcó para Margarita en busca de caballos y ganado. El capitán Honorato de Ortiz fue enviado a explorar la región de los indios Araucas. Diego repartió entre sus compañeros las tribus indias que habitaban las costas del Golfo de Cariaco, realizando así los primeros repartimientos en la región al este de Maracapana.
Repoblada Cumaná, organizado el gobierno y la administración, Diego se aprestó para realizar la conquista de Guayana que era su meta. Establecida ya una base militar en Cumaná, se apoyó en ella para iniciar su entrada a la región de los grandes ríos y del misterioso El Dorado. Ordenó al capitán Francisco Martínez establecer otra base militar cerca del río Neverí y allí funda un pueblo que denomina Santiago de los Caballeros a comienzos de 1570, con jurisdicción sobre las provincias de Píritu, Chacopata y Cumanagoto, correspondiente a las zonas limítrofes de Santa Fe, Guanta y Píritu. 
Fundada Santiago de los Caballeros, Diego se dirigió a ella desde Cumaná, acompañado por un español residente en Margarita llamado Juan de Salas, quien al parecer fue enviado por el gobernador de la isla con la finalidad de practicar espionaje y hacer fracasar la expedición. Esto no debe parecer extraño, si se tiene en cuenta que como en años anteriores Nueva Cádiz de Cubagua, tampoco le interesaba a Margarita el establecimiento en la costa firme de ciudades con gobierno propio. Lo cierto es que Diego, sospechando de Salas, ordenó al capitán Martínez hacerlo preso. Diego regresó a Cumaná para despedirse de su esposa, Constanza, y retorna a Santiago de los Caballeros. Aquí es informado de la fuga de Salas, quien se refugia en territorio de los Chacopatas. Una parte de la guarnición deserta, tomando el camino de Unare y otros trataron de huir por mar. 
El capitán Diego Hernández de Serpa falleció el 10 de mayo de 1570 en la ciudad de Cumaná.